# Torre de los Profesionales
La Torre de los Profesionales es un edificio de Montevideo destinado a la actividad comercial y empresarial. El mismo encuentra localizado en el Centro de Montevideo. 

## Construcción
El edificio fue proyectado en 1996 y en 1997 comenzaron su construcción. El proyecto estuco a cargo del arquitecto Guillermo Gómez Platero y contó con la colaboración de los arquitectos E. Cohe , R. Alberti , M. Gómez Platero y J. Bastarrica y J. Díaz con. El mismo fue inaugurado en 2001, albergando una amplia sala de cine, un centro de convenciones, oficinas y comercios.